# Epipagis forsythae
Epipagis forsythae is een vlinder uit de familie van de grasmotten (Crambidae), uit de onderfamilie van de Spilomelinae. De wetenschappelijke naam van deze soort is voor het eerst voorgesteld door Eugene Gordon Munroe in een publicatie uit 1955.
De soort komt voor in de Verenigde Staten, de Dominicaanse Republiek en Saint Vincent en de Grenadines.